# جانی برورس
جانی برورس (هلندی: Johnny Broers؛ زادهٔ ۹ آوریل ۱۹۵۹) دوچرخه‌سوار اهل هلند است.